# Trichoniscus vandeli
Trichoniscus vandeli là một loài chân đều trong họ Trichoniscidae. Loài này được Tabacaru miêu tả khoa học năm 1996.